# Plagiochila multipinnula
Plagiochila multipinnula là một loài rêu trong họ Plagiochilaceae. Loài này được Herzog & S. Hatt. mô tả khoa học đầu tiên năm 1955.